# Herstedøster Kirke
Herstedøster Kirke ligger på Herstedøstergade 7 i Albertslund.

## Eksterne kilder og henvisninger
- Wikimedia Commons har flere filer relateret til Herstedøster Kirke
- Herstedøster Kirke Arkiveret 31. januar 2011 hos  Wayback Machine hos nordenskirker.dk